# El puente (obra de Guillermo Silveira)
El puente es uno de los primeros paisajes urbanos conocidos del pintor y escultor español Guillermo Silveira (1922-1987). Está pintado al óleo sobre tela de saco y pertenece en la actualidad a una de las hijas del artista.
Respecto al lugar exacto que aparece representado en el mismo no cabe la menor duda de que se trata del famoso Puente de Isabel II, más conocido como «Puente de Triana» de Sevilla, donde el incipiente artista residió básicamente desde su ingreso voluntario en el Ejército del Aire el 29 de diciembre de 1939 hasta su traslado a Salamanca en febrero de 1943, si bien el hecho de que el cuadro fuese realizado de memoria (algo extremadamente habitual en el conjunto de su amplia producción paisajística) hace que se aprecien entre este y la construcción real no pocas desemejanza.

## Historia y características
Podría tratarse del cuadro homónimo exhibido en la VI Feria Internacional del Campo organizada en Madrid de mayo a junio de 1965 (n.º 19 del catálogo) o bien del Puente metálico expuesto previamente en Punta Umbría (Huelva) del 4 al 11 de agosto de 1962 y Badajoz del 2 al 10 de mayo del año siguiente (n.º 7).
Tras ser presentada en la Casa de la Cultura de la capital pacense a partir del 1 de diciembre de 1959 y del 11 al 17 de diciembre de 1961 en Mérida (n.os 1 y 7 respectivamente), la obra obtuvo Medalla de Cobre (Tercera) y 750 pesetas en la XX Exposición Nacional de Arte de la Obra Sindical de Educación y Descanso celebrada en Sevilla del 15 al 29 de diciembre de 1962. En años posteriores fue mostrada por segunda vez en Mérida (9-13 de febrero de 1964) (n.º 2 [óleo]), y finalmente en Fregenal de la Sierra (Badajoz) del 25 de abril al 2 de mayo de 1976.
Artísticamente el estudio de la pieza descubre un profundo conocimiento de pintores como «Georges Rouault, Matisse, Van Gogh, Utrillo, Cézanne o, entre los nacionales, Vázquez Díaz, Palencia, Cossío, Ortega Muñoz y otros». Cromáticamente predominan los colores terrosos, grisáceos o sienas contrapuestos a una serie de tonos complementarios (rojizos, amarillentos, verdosos), así como un empleo abundante de materia pictórica, propios de esta primera fase del autor.

### Hemerografía
- Calderón, Joaquín (11 ago. 1962). «Exposición Silveira García-Galán». Odiel (Huelva): 11.
- Díaz Santillana, Santos (13 feb. 1964). «Comentarios al margen: "El estilo es el hombre"». Hoy (Badajoz): 10.
- Montenegro Pinzón, E. (10 ago. 1962). «Óleos de Silveira García-Galán en Punta Umbría». Odiel (Huelva): 9.

- Datos: Q64927156